# Pedregal (Venezuela)
Pour les articles homonymes, voir Pedregal.
Pedregal est une ville l'État de Falcón au Venezuela, capitale de la paroisse civile de Pedregal et chef-lieu de la municipalité de Democracia.

## Histoire
La localité est un lieu de peuplement pré-hispanique dont le nom serait Autaquire mais compte tenu des conditions insalubres, les populations aurait migré avant l'arrivée des colons espagnols sur le cours du río Pedregal. À l'époque de la colonisation, la localité se voit imposer le système de l'encomienda, le regroupement sur un territoire de groupes d'Indiens obligés de travailler sans salaire.

## Économie
L'économie est tournée vers l'élevage caprin et le secteur manufacturier (hamacs en tissu).

## Sources
- (es) Cet article est partiellement ou en totalité issu de l’article de Wikipédia en espagnol intitulé « Pedregal (Falcón) » (voir la liste des auteurs).